# Nishtun
Nishtun (arabă نشتن) este un oraș din Guvernoratul Al Mahrah, sud-estul Yemenului.